# Sebastián Levaggi
Luis Sebastián Levaggi (Montevideo, 27 gennaio 1982) è un ex rugbista a 15 uruguaiano, in carriera pilone sinistro tre volte internazionale per l'Uruguay.

## Biografia
Levaggi nacque a Montevideo, in Uruguay; dopo le prime esperienze di rugby a 15 nel suo Paese d'origine, si spostò in Europa, fino ad arrivare al prestigioso club di Tolone, dove fu a disposizione come jocker medical sia della prima squadra sia degli espoirs. Durante la stagione 2004-05 venne ingaggiato tra le file dell'Amatori Catania in Super 10, esordendo anche in European Challenge Cup contro i Sale Sharks. Dopo un'altra stagione a Catania tra Super 10 e Challenge Cup, disputò l'annata 2006-07 con L’Aquila, prima di approdare al Veneziamestre, club della città di Venezia, nel quale rimase per quattro stagioni di Super 10, totalizzando 57 presenze in campionato.
Nel 2007 venne selezionato con la nazionale uruguaiana per il test match contro l'Italia in tournée in Sud America. Il 2 giugno, nella sua città natale, esordì a livello internazionale come giocatore uruguaiano nº 148, perdendo col punteggio di 5-29. Successivamente, disputò due incontri su tre nella IRB Nations Cup 2008 contro Georgia e Romania; la partita contro la nazionale romena, giocata il 15 giugno, fu anche la sua ultima apparizione internazionale.